# Municipio de Washington (condado de Jackson, Misuri)
El municipio de Washington (en inglés: Washington Township) es un municipio ubicado en el condado de Jackson en el estado estadounidense de Misuri. En el año 2010 tenía una población de 70860 habitantes y una densidad poblacional de 538,26 personas por km².

## Geografía
El municipio de Washington se encuentra ubicado en las coordenadas 38°54′13″N 94°30′56″O / 38.90361, -94.51556. Según la Oficina del Censo de los Estados Unidos, el municipio tiene una superficie total de 131.65 km², de la cual 128.27 km² corresponden a tierra firme y (2.56%) 3.37 km² es agua.

## Demografía
Según el censo de 2010, había 70860 personas residiendo en el municipio de Washington. La densidad de población era de 538,26 hab./km². De los 70860 habitantes, el municipio de Washington estaba compuesto por el 41.95% blancos, el 48.46% eran afroamericanos, el 0.41% eran amerindios, el 1.57% eran asiáticos, el 0.15% eran isleños del Pacífico, el 3.77% eran de otras razas y el 3.7% pertenecían a dos o más razas. Del total de la población el 7.36% eran hispanos o latinos de cualquier raza.